# Broadcast.com
Broadcast.com war eine im September 1995 von Christopher Jaeb, Todd Wagner und Mark Cuban unter dem Namen AudioNet gegründete Internetradio-Firma. Sie übertrug NBA- und NFL-Spiele live ins Internet.

## Geschichte
1998 ging die Firma unter dem neuen Namen Broadcast.com an die Börse und gewann am Eröffnungstag um 250 % an Wert (18 US$ Ausgabepreis, 62,75 US$ Tagesendpreis). 100 Mitarbeiter wurden (auf dem Papier) zu Millionären. Im April 1999 wurde Broadcast.com von Yahoo! für 5,9 Milliarden US$ gekauft und in Yahoo! Broadcast Solutions umbenannt. Zu diesem Zeitpunkt hatte die Seite 570.000 Nutzer. Nach dem Platzen der Dotcom-Blase wurde die Seite abgeschaltet bzw. eine Weiterleitung zu yahoo.com eingerichtet.